# 前信使核糖核酸
前信使RNA（英語：Precursor mRNA，又称前mRNA、mRNA前體）是未成熟的单链信使核糖核酸（mRNA），属于一种“初级转录物”（primary transcript）。前mRNA是从细胞核中的DNA模板通过转录而合成的。前mRNA构成了不均一核RNA（或称核内异质RNA、核内不均一RNA，缩写hnRNA）数量上的主体。
hnRNA（heterogeneous nuclear RNA）这一术语通常被用作为前mRNA的同义词，尽管，在严格的意义上说，hnRNA可以包含那些并不最终成为胞浆中mRNA的细胞核内RNA转录物。
一旦前信使RNA被完全加工完成，他就被叫做“成熟信使RNA”、“成熟mRNA”或被直接称为“mRNA”。

## 加工
真核前信使RNA在其被加工成为mRNA之前仅短暂地存在。前信使RNA包含有两种片段，外显子与内含子。外显子是在最终的mRNA之中被保留下来的片段，然而内含子则在一步称为剪接的过程中被除去，这一步由剪接体实行（自剪接内含子除外）。
对于真核前信使RNA，附加了对5'与3'修饰的追加加工步骤。其中包括了加上7-甲基鸟苷的5'端帽以及多腺苷酸化。此外，由核小核糖核蛋白颗粒组成的剪接体也会切除真核前信使RNA的内含子。
当一条前信使RNA链被正确地加工为一条信使RNA序列时，它被细胞核输出并最终被翻译成为蛋白质，这是一个由核糖体协力完成的过程。
在原核细胞中，剪接是通过自身催化或内分解切割而完成的。并不涉及蛋白质的自身催化切割仅仅保留用作编码rRNA的那部分，而内分解切割针对于tRNA前体。